# ماساکی اوسومی
ماساکی اوسومی (انگلیسی: Masaaki Ōsumi; ۲۶ نوامبر ۱۹۳۴ – ) کارگردان فیلم، و پویانما اهل ژاپن بود.